# Еріх Кунц
Еріх Кунц (нім. Erich Cuntz, 23 грудня 1916 — 1 червня 1975) — німецький хокеїст на траві.
Срібний призер Олімпійських Ігор 1936 року.